# Torxa de propà

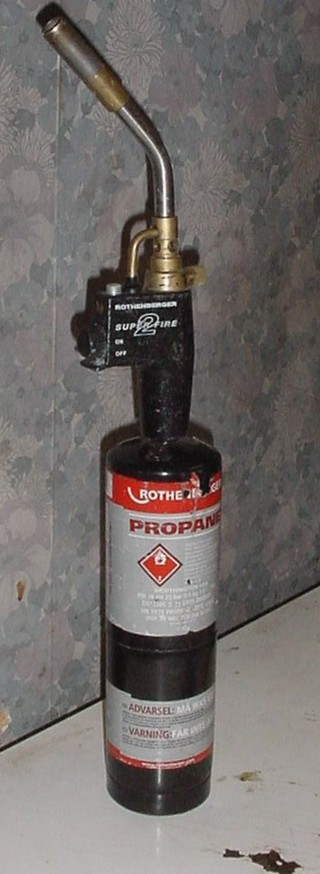
Torxa de mà de propà

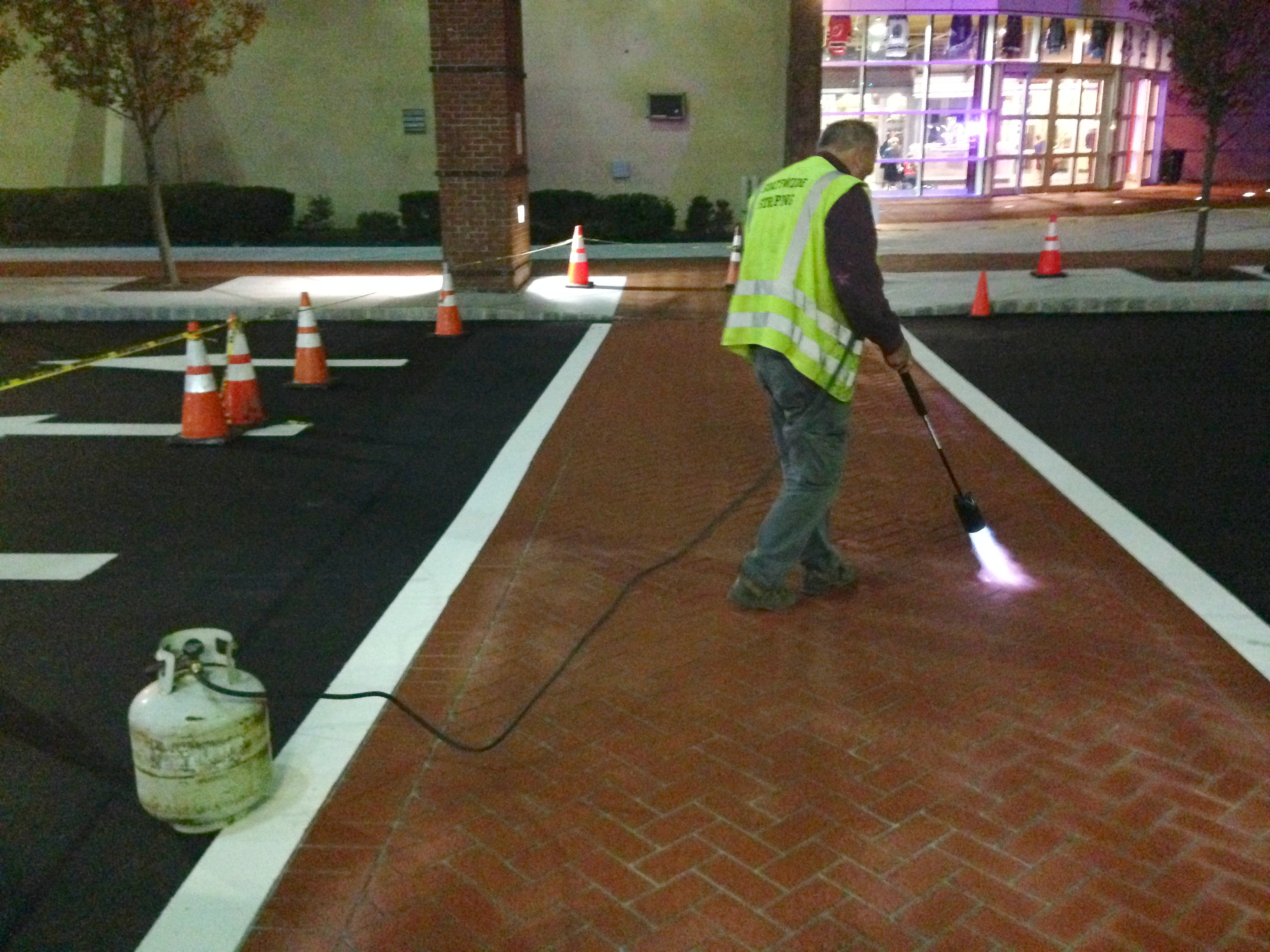
Torxa gran de propà utilitzada en la construcció

Una torxa de propà és una eina que s'utilitza normalment per a l'aplicació de flama o calor i que fa servir com a combustible, propà, o algun altre gas d'hidrocarbur. El propà pertany a un grup de subproductes de les indústries del gas natural i del petroli coneguts com a gasos liquats de petroli o GLP. Les torxes de propà (o d'altres combustibles) s'utilitzen normalment en la indústria d'equipaments (aire condicionat, radiadors de cotxe), construcció en general, lampisteria i fabricació de metalls.

## Mescles i combustibles
El propà és sovint el combustible d'elecció pel seu baix preu, la seva facilitat d'emmagatzematge i la seva disponibilitat, d'aquí el nom de “torxa de propà”. Un gas similar, conegut com a MAPP-gas o MAP-PRO, és similar al propà, però genera més calor al cremar. Generalment es distribueix en un contenidor groc, en oposició al blau, negre o verd del propà. Els gasos combustibles alternatius poden ser més difícils d'emmagatzemar i més perillosos per a l'usuari. Per exemple, l'acetilè necessita un material porós barrejat amb acetona al dipòsit per raons de seguretat i no es pot utilitzar per sobre d'una certa pressió. El gas natural és un combustible comú per cuinar i escalfar la llar, però no es pot emmagatzemar en forma líquida sense refrigeració criogènica.

## Mecanisme
Les petites torxes d'aire a pressió atmosfèrica normalment utilitzen l'efecte Venturi per crear un diferencial de pressió que fa que l'aire entri al corrent del gas a través d'uns forats d'entrada de mida precisa, de forma similar a com funciona el carburador d'un cotxe. El combustible i l'aire es barregen suficientment, al tub del cremador abans d'arribar al front de la flama, però sovint de manera imperfecta. La flama també rep una mica més d'oxigen de l'aire que l'envolta. Les torxes alimentades amb oxigen utilitzen l'alta pressió de l'oxigen emmagatzemat per empènyer l'oxigen cap a un tub comú que convergeix amb el combustible.

## Usos

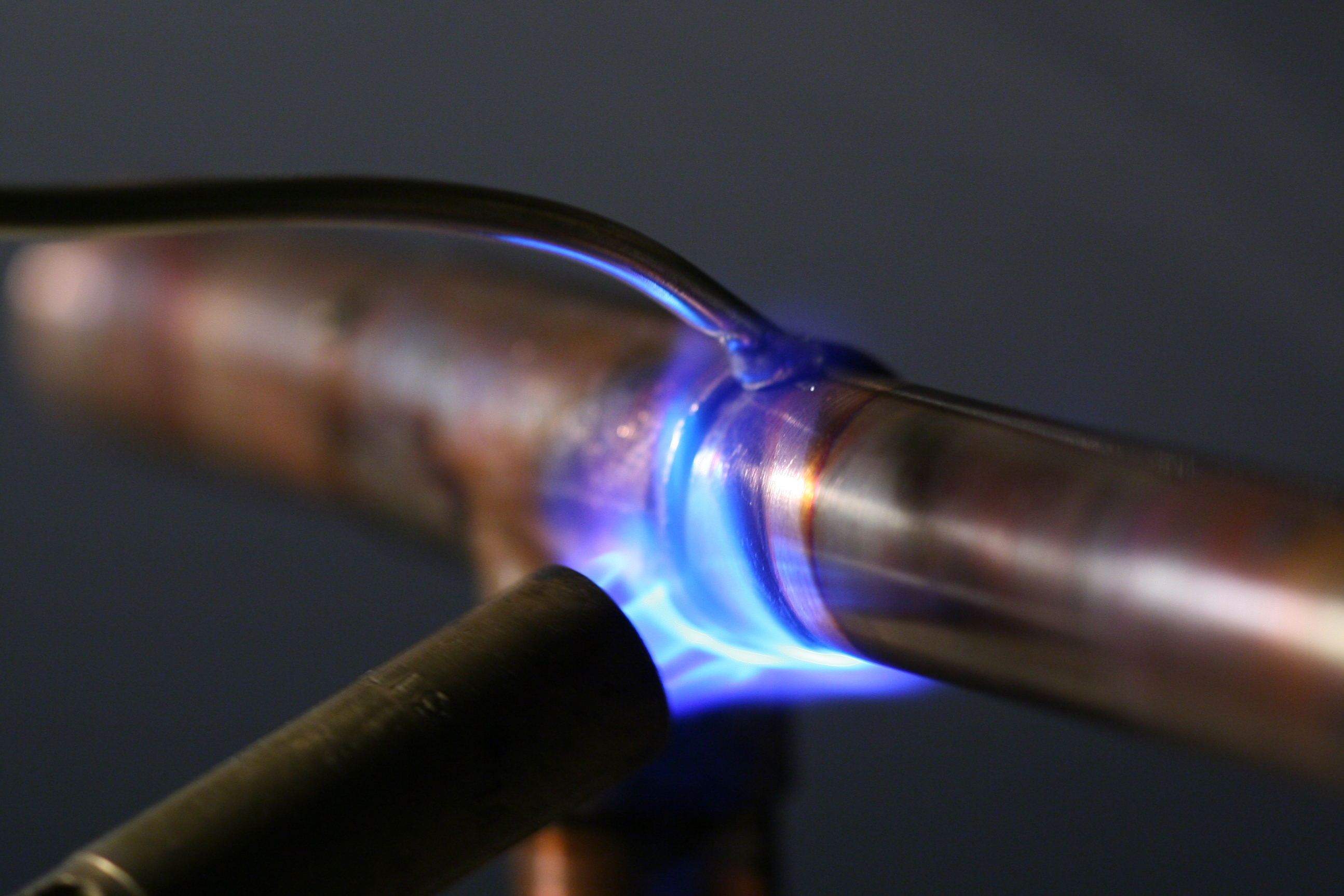
Torxa de propà de mà que s'utilitza per soldar canonades d'aigua de coure

Les torxes de propà s'utilitzen freqüentment per soldar les canonades d'aigua de coure. També es poden utilitzar per a aplicacions de soldadura a baixa temperatura, així com per soldar metalls diferents. També es fan servir per recobrir, per escalfar metalls per doblegar-los més fàcilment, per a doblegar vidre i per fer proves de flama.

## Combustió completa vs. incompleta
Amb les torxes d'oxigen/propà, la relació aire/combustible pot ser molt inferior. L'equació estequiomètrica per a la combustió completa del propà amb un 100% d'oxigen és:
C ₃ H ₈ + 5 (O ₂) → 4 (H ₂ O) + 3 (CO ₂)
En aquest cas, els únics productes són el CO ₂ i l'aigua. L'equació equilibrada mostra utilitzar 1 mol de propà per cada 5 mols d'oxigen.
Amb les torxes d'aire/combustible, ja que l'aire conté aproximadament un 21% d'oxigen, s'ha d'utilitzar una proporció molt gran entre l'aire i el combustible per obtenir la temperatura màxima de la flama amb l'aire. Si el propà no rep prou oxigen, es deixa que no es cremi part del carboni del propà. Un exemple de combustió incompleta que utilitza 1 mol de propà per cada 4 mols d'oxigen:
C ₃ H ₈ + 4 (O ₂) → 4 (H ₂ O) + 2 (CO ₂) + 1 C
El producte extra en carboni farà que es formi sutge i, quan menys oxigen s'utilitzi, més deposició de sutge es formarà. Hi ha altres relacions desequilibrades on es formen productes de combustió incomplets com el monòxid de carboni (CO), com ara:
6 (C ₃ H ₈) + 29 (O ₂) → 24 (H ₂ O) + 16 (CO ₂) + 2 CO

### Temperatura de la flama
Una torxa només amb aire cremarà a uns 1.995 °C (3.623 °F), una mica inferior si es té en compte la pèrdua de calor als voltants. Fins i tot, les torxes emprades en la fabricació de perles de vidre, que són essencialment cremadors Bunsen amb una bomba d'aire afegida, només poden aconseguir temperatures de funcionament reals de 1.100 °C (33.980 ° F). Les torxes alimentades amb oxigen a pressió poden arribar fins a 2.820 ° C (5.110 ° F), depenent de la relació combustible-oxigen i si es fa servir MAPP o gas propà. Les temperatures reals de la flama són generalment més baixes a causa de la combustió incompleta i la pèrdua de calor als voltants.